# Pteris paucipinnata
Pteris paucipinnata är en kantbräkenväxtart som beskrevs av Arthur Hugh Garfit Alston. Pteris paucipinnata ingår i släktet Pteris och familjen Pteridaceae. Inga underarter finns listade.